# Alderton (Gloucestershire)
Alderton è un villaggio e parrocchia civile dell'Inghilterra, appartenente alla contea del Gloucestershire.